# Verónica Lope Fontagne
Verónica Lope Fontagne (ur. 1 lutego 1952 w Caudéran) – hiszpańska prawniczka i polityk, samorządowiec, posłanka do Parlamentu Europejskiego VII i VIII kadencji.

## Życiorys
Uzyskała licencjat w zakresie prawa. Od połowy lat 90. zaangażowana w działalność polityczną na szczeblu lokalnym. Była radną Saragossy, następnie w latach 1999–2003 zajmowała w tym mieście stanowisko zastępcy burmistrza ds. kultury. Od 2004 do 2008 była posłanką do Kongresu Deputowanych, wchodziła w skład różnych komisji parlamentarnych.
W wyborach w 2009 z listy Partii Ludowej uzyskała mandat posłanki do Parlamentu Europejskiego. Przystąpiła do grupy Europejskiej Partii Ludowej oraz do Komisji Zatrudnienia i Spraw Socjalnych. W 2014 została wybrana na kolejną kadencję Europarlamentu.